# Épiaire des bois
Stachys sylvatica
Espèce
Classification phylogénétique
L'Épiaire des bois, encore appelée Ortie puante (Stachys sylvatica), est une espèce de plantes à fleurs de la famille des Lamiacées. C'est une plante herbacée vivace originaire d'Eurasie.
Les feuilles froissées dégagent une odeur très désagréable évoluant vers un arôme proche du cèpe.

## Description

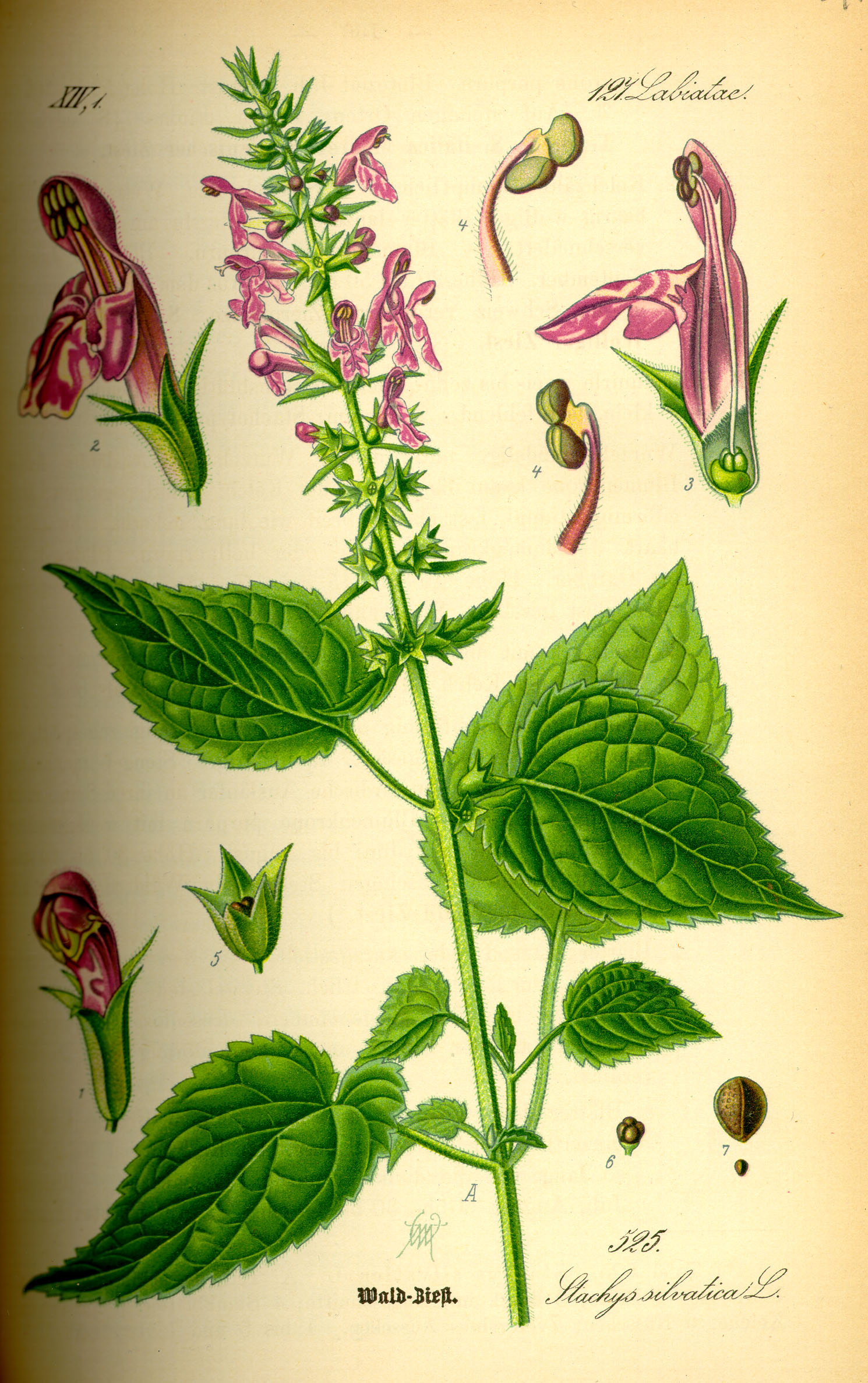
Épiaire des bois.

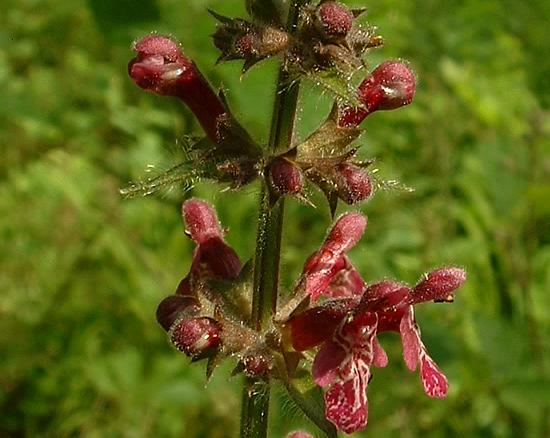
Épiaire des bois (fleurs).

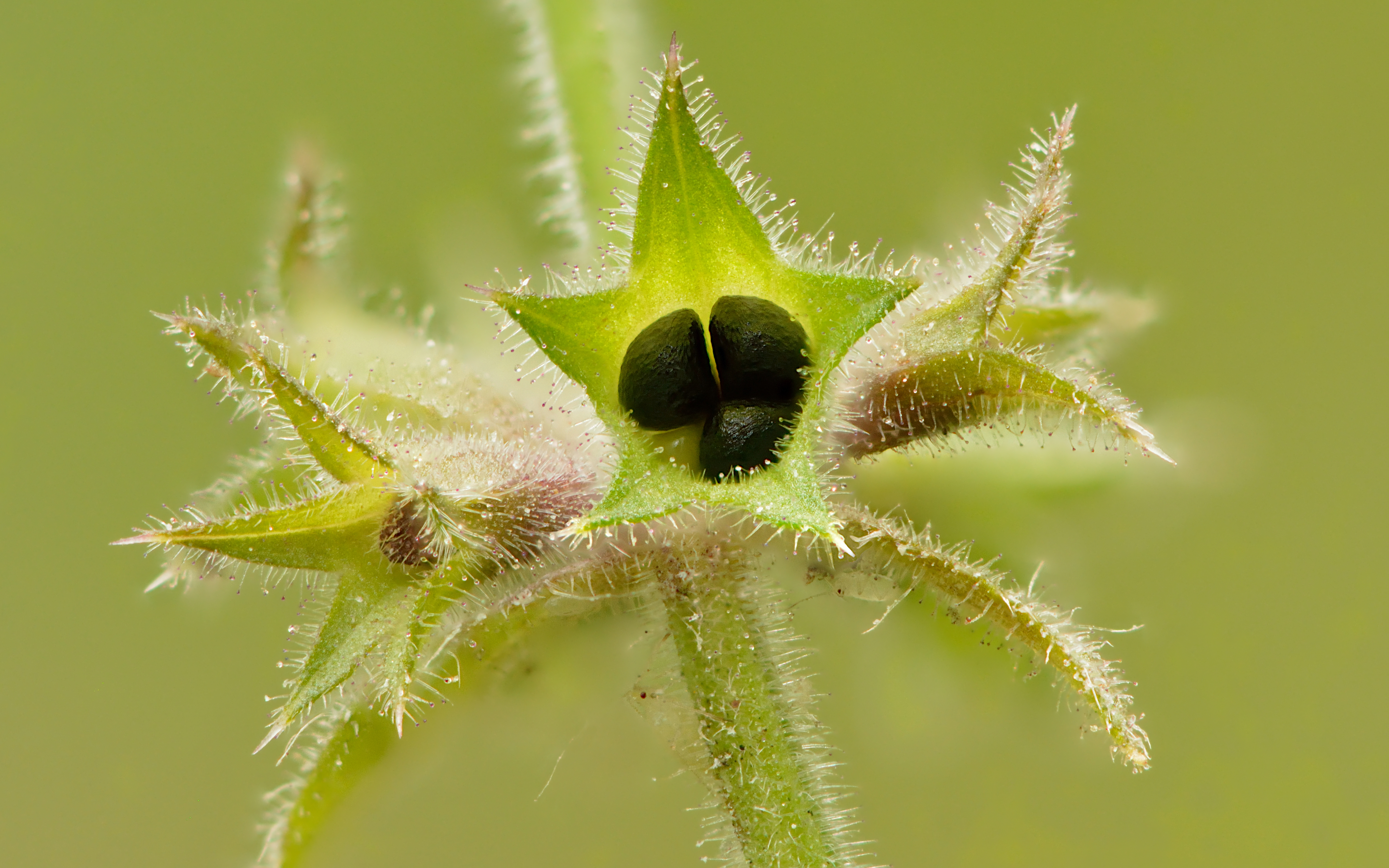

### Appareil végétatif
C'est une plante moyenne (15 à 40 cm de haut en moyenne, pouvant atteindre 80 cm). La partie souterraine est constituée d'un rhizome rameux formant de nombreux rejets. Les tiges quadrangulaires sont velues et portent des feuilles opposées longuement pétiolées, largement ovales, pointues, en cœur à la base, dentées, molles et velues, d'un vert sombre, rappelant celles de l'ortie, d'où son nom vernaculaire.

### Appareil reproducteur
Organes reproducteurs
- Inflorescence : fleurs groupées par 3-6 à l'aisselle des feuilles
- Fleurs : rose pourpres tachetées de blanc
- Période de floraison : juin-octobre
- Inflorescence : glomérules spiciformes
- Sexualité : hermaphrodite
- Ordre de maturation : protandre
- Pollinisation : entomogame

Graine
- Fruit : formé de quatre akènes
- Dissémination : épizoochore

Habitat et répartition
- Habitat type : lisières et clairières vivaces médioeuropéennes, eutrophiles, mésohygrophiles.
- Aire de répartition : eurasiatique septentrional

Données d'après : Julve, Ph., 1998 ff. - Baseflor. Index botanique, écologique et chorologique de la flore de France. Version : 23 avril 2004.

## Écologie
- Espèce d'ombre ou de demi-ombre, apprécie les sols riches en éléments nutritifs ; pH basique à neutre.
- Bois frais à humides, haies, talus, chemins forestiers.

## Utilisations

### Alimentaire
La plante dégage au froissement une odeur désagréable caractéristique. Les feuilles et jeunes pousses consommées crues en salade confèrent ainsi une note musquée ou de serpillière mouillée que tout le monde n'apprécie pas ; en revanche, celle-ci disparaît sous l'action de la chaleur, remplacée par un parfum de cèpe. Les feuilles et pousses de ce « cèpe végétal », finement hachées puis plongées dans l'eau en vue d'une cuisson prolongée, font ainsi un excellent potage, velouté ou poêlée, pouvant aromatiser des infusions (sirops, crèmes dessert, glaces), des pâtés, ou assaisonner des plats de champignons ou des omelettes.
Les fleurs peuvent servir à décorer les plats.
On peut l’utiliser blanchie, en légume d’accompagnement avec du poisson.

### Médicinal
Cette Épiaire est antispasmodique, emménagogue et vulnéraire.